# Cultura de Guatemala

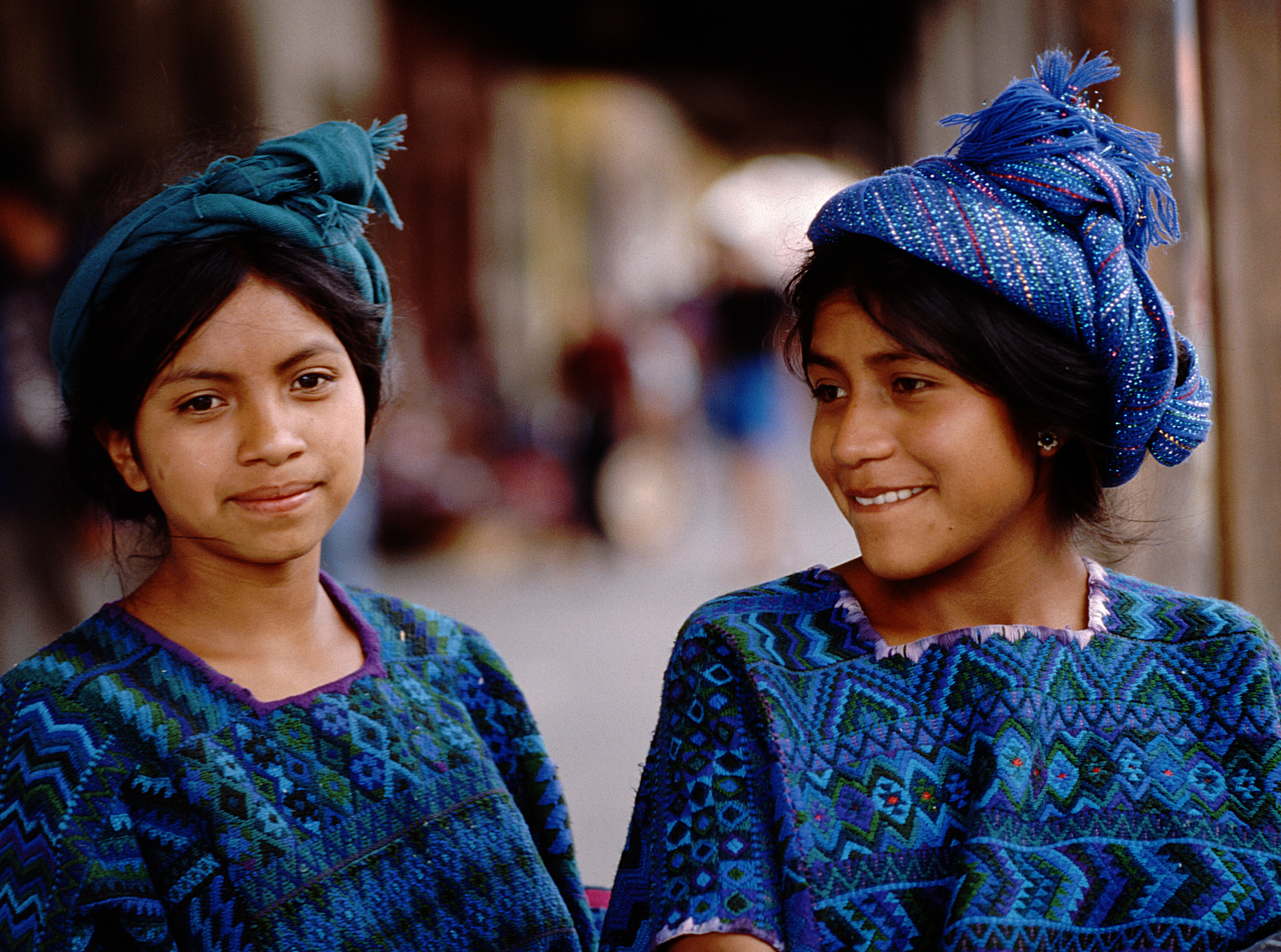
Mujeres jóvenes en un mercado en Chichicastenango, departamento de Quiché

La cultura de Guatemala refleja fuertes influencias mayas y españolas, y continúa siendo definida como un contraste entre los mayas en las tierras altas y la población mestiza urbanizada (conocida en Guatemala como ladinos) que ocupa las grandes ciudades del país.

## Danza
El gobierno de Ubico Castañeda fue un período difícil para el medio artístico de Guatemala, ya que mantuvo al país alejado de buenos espectáculos, limitándolo al cinematógrafo y al paso esporádico de algunos grupos artísticos extranjeros.  El presidente Ubico rechazaba las manifestaciones artísticas e intelectuales y las que podían presentarse tenían que ser censuradas previamente por el gobierno. Como resultado el país quedó limitado cultural y artísticamente, y estuvo aislado de las corrientes internacionales, excepto por el cinematógrafo, algunas variedades de circo, ilusionismo y algunas compañías de teatro extranjeras.

### El Ballet Guatemala
Entre 1949 y 1954, el Ballet Guatemala estuvo dirigido por el maestro ruso Leonide Katchourowsky, quien también estuvo a cargo de la Escuela Nacional de Danza.  Katchourowsky, su esposa Marie Tchernova y la profesora Marcelle Bonge no devengaban sueldo alguno, pero estaban autorizados a explotar el ballet en su beneficio propio de acuerdo al contrato suscrito con el Ministerio de Educación. Marie Tchernova era primera bailarina de la Opera de París y bailarina estrella del Teatro Real de la Moneda de Bruselas, nacida en Rusia y nacionalizada belga, como su esposo.
Katchourowsky estableció tres niveles en la organización:
- sección elemental para principiantes
- sección complementaria para intermedios
- curso superior para avanzados.[3]

Durante estos años, el Ballet amplió su repertorio y cumplió con la misión de difusión del arte de la danza; se presentó en casi todos los departamentos de Guatemala en escenarios algunas veces improvisados y realizaron temporadas oficiales y escolares y dos giras por El Salvador y una en Costa Rica. La mayoría de sus ensayos los realizaron en las instalaciones del Instituto Normal Central para Señoritas Belén y algunos en el Instituto Nacional Central para Varones.
Con el derrocamiento del gobierno de Arbenz el Ballet Guatemala fue suprimido porque la Junta Liberacionista de gobierno acusó a los directores rusos de ser «comunistas» y de ser los que le traducían al presidente Arbenz todo lo que llegaba a Guatemala de la Unión Soviética; el 16 de agosto de 1954 les cancelaron los contratos y los maestros Katchourowsky y Tchernova regresaron a Bélgica en 1957.  El maestro Manuel Ocampo, quien se encontraba en Nueva York con una beca por cuatro años en el Metropolitan Ballet, perdió la beca tras unos cuantos meses porque cuando el gobierno guatemalteco fue derrocado los estadounidenses lo interrogaron por haber sido discípulo de maestros rusos «comunistas».
El 19 de marzo de 1955 el presidente Castillo Armas creó la comisión asesora de la Dirección General de Bellas Artes y de Extensión Cultural, la cual asesoró la Escuela de Danza, entre otras dependencias.  Esta entidad recomendó reiniciar al Ballet Guatemala bajo la dirección del maestro y coreógrafo Denis Claire Carey, quien se hizo cargo de la entidad junto con el maestro Joop Van Allen.  El Ballet tomó una nueva perspectiva en el estilo de trabajo pues Carey además de la técnica inglesa introdujo al grupo a corrientes artísticas más modernas y de proyección floklórica, ya que había trabajado como solista en el Metropolitan Ballet de Londres, y en París, Ámsterdam y en varias ciudades de Alemania.  Carey también había participado en películas cinematográficas como Las Zapatillas rojas con el Covent Garden Royal Ballet.  En este período se produjo un número bastante significativo de montajes coreográficos.

## Música
A lo largo de los siglos se han dado una amplia gama de estilos en la Música de Guatemala, abarcando desde las expresiones sonoras prehispánicas, la música litúrgica renacentista, el Barroco y el período clásico hasta la música de la marimba y los estilos folklóricos y populares que este instrumento nacional representa. Entre los compositores se han destacado:

### Compositores
- Wotzbelí Aguilar: compositor. Era hijo de Trinidad Solórzano y del licenciado Porfirio Aguilar.[a] Fue discípulo de Jesús Castillo en Quetzaltenango, donde participó en el desarrollo del repertorio para marimba que caracterizó la música de Guatemala desde principios del siglo xx. Escribió numerosas composiciones para piano que después adaptó a la marimba, obteniendo una amplia divulgación de su música. Sus composiciones están entre las favoritas de los conjuntos de marimbas de Guatemala. Aguilar estableció un género nuevo, el género de la guarimba: un ritmo de danza en compás de seis por ocho con frecuentes hemiolas que luego fue adoptado por muchos marimbistas autores de música bailable.[b][7]
- Rafael Álvarez Ovalle (1858-1946): compositor, flautista, guitarrista, pianista y violinista.  Autor de la música del Himno Nacional de Guatemala.[8]
- Domingo Bethancourt Mazariegos (1906-1980): marimbista y compositor. Se formó bajo el ejemplo de su padre Francisco Román Bethancourt y es uno de los favoritos del repertorio musical de marimba en Guatemala con sus composiciones originales El ferrocarril de los Altos y Antonieta, entre otras.[9]
- José Castañeda: director de orquesta que se formó en París. Cuando regresó a Guatemala fundó la Orquesta Ars Nova, integrada por profesionales y aficionados. A instancias del presidente Jorge Ubico, esta orquesta fue convertida en la agrupación oficial del Estado, debiendo tomar el nombre de Orquesta Progresista (1936). Después de la Revolución de 1944, la orquesta pasó a llamarse Orquesta Sinfónica Nacional (1945). Su facilidad de invención melódica popular ya se había manifestado en su canción satírica "La Chalana", con letra de Miguel Ángel Asturias, David Vela y otros miembros de la Generación del 20, escrita en 1922. Esta canción ha sido considerada emblema de la juventud universitaria en Guatemala, cantándose masivamente en la "Huelga de Dolores". La cooperación con Miguel Ángel Asturias (Premio Nobel de Literatura 1967) resultó en obras escénicas como «Emulo Lipolidón» e «Imágenes de Nacimiento».[10]
- Jesús Castillo: músico y compositor que se formó en Quetzaltenango con los maestros pianistas Miguel Espinoza y Rafael Guzmán. Desde temprano mostró un interés especial en la música indígena de Guatemala, algunas de cuyas características incorporó a sus propias piezas. Su Obertura indígena No.1 (1897) es la primera obra de su época de estudiante que basó en motivos musicales autóctonos. Mientras estudiaba con Rafael Guzmán, Castillo compuso una segunda obertura de esa naturaleza, beneficiándose de la asesoría de su maestro. Concluida su formación, se dedicó al magisterio musical en Quezaltenango, actividad que mantendría hasta 1929. A la vez, recopiló música de los indígenas en varias regiones de Guatemala. Entre sus obras originales basadas en la música autóctona sobresale la ópera Quiché Vinak (1917-1925), que fue estrenada en 1924 en el Teatro Abril de la Ciudad de Guatemala.[11]
- Rafael Juárez Castellanos (1913-2000): compositor y director de bandas de Guatemala.  Como compositor se integró completamente al ambiente de su tiempo en Guatemala, siendo probablemente el compositor más premiado de la historia del país. Sus marchas militares eran interpretadas tanto en desfile como en concierto; sus obras orquestales interpretadas por la Orquesta Sinfónica Nacional y, en versiones especiales, por la Banda Sinfónica Marcial. Sus marchas fúnebres de inmediato pasaron a formar parte del repertorio de las bandas y se escuchan durante las grandes procesiones de Semana Santa en la Ciudad de Guatemala, la Antigua Guatemala y muchas localidades del interior de la República que las encargaron. Sus himnos fueron premiados y cantados en las instituciones para las cuales los escribió.[9]
- Dieter Lehnhoff: compositor, director de orquesta, y musicólogo. Escribió la historia de los músicos guatemaltecos y es miembro de la Academia de Geografía e Historia de Guatemala y de la Academia Guatemalteca de la Lengua.[9]
- Paco Pérez (Francisco Pérez Muñoz; 1917-1951): cantante, compositor y guitarrista; es el autor de Luna de Xelajú, considerada por muchos como el segundo Himno Nacional de Guatemala.  Murió trágicamente junto con un grupo d artistas en un accidente aéreo en El Petén en 1951.[12]
- Jorge Sarmientos (1931-2012): músico, compositor y director de orquesta, catalogado como el más destacado en la historia del país. Dirigió en casi todas las capitales de América Latina y en diversas ciudades de los Estados Unidos, Francia, Israel, Japón y España, entre otros países.[12]
- Mariano Valverde (1884-1956): músico marimbista y compositor. Fue integrante de la Marimba Hurtado Hermanos, con quienes fue de gira por Guatemala y los Estados Unidos, donde grabó varias de sus propias composiciones. En 1917 acompañó a este conjunto a una de las primeras presentaciones de marimba ofrecidas en la Ciudad de Guatemala para el presidente Manuel Estrada Cabrera. Su catálogo consta de más de un centenar de piezas; muchas pertenecen aún al repertorio de marimbas guatemaltecas. Mariano Valverde fue director de la Marimba Maderas de mi Tierra, considerada la mejor agrupación de su tipo en el mundo. Su obra Noche de luna entre ruinas, escrita luego del Terremoto en la Ciudad de Quetzaltenango de 1902, evento en el cual falleció su progenitora,[13] es una de las composiciones más expresivas del repertorio de valses en Guatemala.

### Intérpretes
- Ricardo Arjona (1964- ): cantautor y músico. Su música varía desde baladas a pop latino, rock, pop rock, música cubana, y, más recientemente incluye actuaciones a capella y una mezcla de música tejana y norteña, música afroamericana y latina. Se estima que ha vendido cerca de veinte millones de discos a lo largo de su carrera, y es considerado uno de los artistas más exitosos de América Latina.[14][15]
- Shery (1985- ): cantante y compositora de música pop latino.[16] Ha grabado canciones en los idiomas español e italiano, y compartido escenario con estrellas como Chayanne, Christian Castro, Manuel Mijares, Miguel Bosé, Enrique Iglesias, Aleks Syntek y Vikki Carr.[17] Dos de sus composiciones originales (El amor es sin fantasma y En la Vida y Para Siempre) han sido finalistas en el Concurso de Composición John Lennon, en Nueva York.

## Literatura
Textos como el Popol Vuh, Rabinal Achi y el Memorial de Tecpán-Atitlán fueron escritos después de la conquista, en lenguas indígenas con caracteres latino, y luego traducidas al español y distribuidas por distintos países de Centroamérica.
La figura mayor en destaque en letras guatemaltecas es Miguel Ángel Asturias, que recibió en 1967 el Premio Nobel de literatura. Su interés por las raíces del pueblo se expresa en todas sus obras con frecuentes alusiones a mitos indígenas.

### Traducciones de literatura de los mayas
- Francisco Ximénez, O.P.: realizó las primeras traducciones del Popol Vuh, libro sagrado de los mayas y de los k'iche's.  La traducción no era exacta y estaba más orientada a catequizar a los indígenas guatemaltecos en la religión católica.  Ximénez transcribió y tradujo el texto en columnas paralelas de k'iche' y español. Más tarde elaboró una versión prosaica que ocupa los primeros cuarenta capítulos del primer tomo de su Historia de la provincia de Santo Vicente de Chiapa y Guatemala, que empezó a escribir en 1715. Los trabajos de Ximénez permanecieron archivados en el Convento de Santo Domingo hasta 1830, cuando fueron trasladados a la Academia de Ciencias de Guatemala.[c] En 1854 fueron encontrados por el austríaco Karl Scherzer, quien en 1857 publicó el primer tallado de Ximénez en Viena bajo el título primitivo Las historias del origen de los indios de esta provincia de Guatemala.  El abate Charles Étienne Brasseur de Bourbourg sustrajo el escrito original de la universidad, lo llevó a Europa y lo tradujo al francés. En 1861 publicó un volumen bajo el título Popol Vuh, le livre sacré et les mythes de l'antiquité américaine. Fue él, pues, quien acuñó el nombre Popol Vuh.  El manuscrito original de Ximénez fue comprado por el coleccionista y hombre de negocios Edward E. Ayer, quien residía en Chicago, Estados Unidos. Como miembro del consejo de administración de una biblioteca privada de Chicago, tomó la decisión de donar su colección de diecisiete mil piezas a la biblioteca Newberry, un proceso que duró de 1897 a 1911.  Hoy, un facsimilar del manuscrito está disponible en línea gracias a una colaboración de la Newberry y la Biblioteca de la Universidad Estatal de Ohio, bajo la dirección del profesor Carlos M. López.[18] El facsimilar también está accesible en el sitio Archivos del Popol Wuj y las culturas mayas,[19] en el que además se incluyen documentos y materiales relacionados con el manuscrito.
- Adrián Recinos: en la década de 1940, localizó el manuscrito en la biblioteca Newberry y publicó la primera edición moderna en 1947. Esta versión está basada en el documento del abate Charles Étienne Brasseur de Bourbourg.

### Cronistas
- Enrique Gómez Carrillo (1873- 1927): escribió alrededor de 80 libros, de géneros variados, aunque destacan principalmente sus crónicas internacionales, en las que ejercitó una prosa realmente modernista. Es famoso también por su vida bohemia y viajera; fue conocido en su tiempo alrededor del mundo de habla francesa y castellana como el «príncipe de los cronistas».[20]

### Dramaturgos
- Manuel Francisco Galich López (1913-1984): escritor, dramaturgo y político. Participó en la Revolución de octubre de 1944 que terminó con el gobierno del general Federico Ponce Vaides y luego ocupó varios puestos en los gobiernos de Juan José Arévalo y de Jacobo Arbenz Guzmán entre 1944 y 1954, entre ellos Ministro de Educación y embajador de Guatemala en varios países de América del Sur. En 1977 recibió el premio Ollantay de Bogotá, por parte de la Federación de Festivales de Teatro de América.[21]

### Historiadores
- Juan José Arévalo Bermejo (1904–1990): educador y político guatemalteco. Hijo de Mariano Arévalo Bonilla y Elena Bermejo de Paz, estudió en la Universidad de Tucumán en Argentina tras obtener una beca de parte del gobierno del general Lázaro Chacón.  En 1944, fue elegido presidente de Guatemala para el período 1945 a 1951 tras la Revolución de 1944, siendo el primer presidente popularmente electo en ese país centroamericano; luego, durante el gobierno del coronel Jacobo Arbenz Guzmán fue embajador itinerante de Guatemala.  Se definió a sí mismo como un socialista espiritual, que impulsó numerosas reformas para integrar a las clases más pobres de la sociedad guatemalteca, basado en el New Deal del presidente estadounidense Franklin D. Roosevelt; sin embargo, por ser estas reformas totalmente nuevas para Guatemala y ejecutadas durante la Guerra Fría, la derecha de su país lo tildó de comunista.  Fue también un prolífico escritor, cuyas obras versan sobre temas de pedagogía e historia de Guatemala.
- Rafael Arévalo Martínez (1884-1975): poeta, escritor, ensayista y dramaturgo, considerado uno de los antecesores del realismo mágico.[22] Es uno de los escritores guatemaltecos más reconocidos de la «generación del 10».[23]
- Efraín De los Ríos
- Federico Hernández de León (1883-1959):  histsoriador, escritor y periodista. Estudió en el Instituto Nacional Central para Varones de Guatemala, de donde se graduó con el diploma de Bachiller en Ciencias y Letras en 1900.[24] Activo políticamente, fue apresado durante los últimos años del gobierno del licenciado Manuel Estrada Cabrera, encontrándose recluido en la Penitenciaría Central de Guatemala cuando cayó el presidente el 14 de abril de 1920.[25] Tras su liberación, entró directamente a hacerse cargo del Diario de Centro América, periódico semioficial de Guatemala en ese entonces.[26] Posteriormente, editó el periódico Nuestro Diario, aguerrido periódico que dirigió junto a Carlos Bauer Avilés.[27] Se caracterizó por publicar numerosas efemérides de la historia guatemalteca, en un sencillo ameno y tendencia abiertamente liberal.
- Héctor Gaitán
- Manuel Galich
- Agustín Gómez (1838-1908): jurisconsulto e historiador, hijo del diplomático, jurista, escritor y periodista Ignacio Gómez y padre del escritor Enrique Gómez Carrillo. Fue rector de la Universidad Nacional,[d] Alcalde de la Ciudad de Guatemala en 1899 y miembro de la Real Academia Española.
- Clemente Marroquín Rojas
- Carlos Wyld Ospina

### Novelistas
- Luis Cardoza y Aragón
- Flavio Herrera (1895-1968): escritor, poeta y periodistas. Estudió en el Colegio de Infantes y en el Instituto Nacional Central para Varones. Con 13 años escribía artículos para la revista Juan Chapín. En 1918 se graduó de Abogado y Notario en la Universidad Manuel Estrada Cabrera.[e] Durante el gobierno de Juan José Arévalo, fue embajador de Guatemala en Brasil y Argentina, y dirigió la Escuela Centroamericana de Periodismo. Cuando murió, el 31 de enero de 1968, donó su finca en San Antonio Suchitepéquez a la Universidad de San Carlos de Guatemala[f] al igual que los derechos de autor de toda su obra. Sus novelas El Tigre, Caos y La Tempestad, conocidas en conjunto como «La Trilogía del Trópico», son lectura oficial en las escuelas públicas y colegios privados de Guatemala. Como poeta cultivó principalmente el género del Haikai (Hai-Kai).
- José Milla y Vidaurre (1822-1882): fue un escritor, periodista e historiador del siglo xix, considerado uno de los fundadores de la novela en la literatura guatemalteca; en especial, él destacó en la narrativa histórica. También fue Ministro de Relaciones Exteriores y embajador de Guatemala ante los Estados Unidos durante el gobierno del general Rafael Carrera (1851-1865), siendo uno de los firmantes en 1859 del decreto en donde se cede Belice a la Gran Bretaña para explotar madera, a cambio de la construcción de una vía de comunicación entre la capital de Belice y la de Guatemala (carretera que Inglaterra jamás construyó).  Estuvo entre el grupo de periodistas que fundaron el Diario de Centro América en 1890.[28]
- Virgilio Rodríguez Macal (1916-1964): periodista, novelista y diplomático que logró varios premios tanto internacionales como nacionales, como el Primer Premio en Prosa, en la rama de novela, o los Juegos Florales de Quetzaltenango de 1950 gracias a sus novelas. Es uno de los novelistas más populares en la cultura centroamericana por sus publicaciones de estilo criollista.  La mayoría de sus obras se ambientan en las selvas del Departamento de El Petén.[29]

### Periodistas
- Rigoberto Bran Azmitia: fundador de la Hemeroteca Nacional
- César Brañas (1899-1976): periodista, ensayista, crítico literario y poeta. Como periodista, colaboró durante años en el periódico El Imparcial del que fue fundador, estaba a cargo de la sección cultura y escribía una columna para compartir sus pareceres sobre cuestiones literarias y artísticas.[30] Miembro de la generación del 20, murió tras sufrir serias heridas durante el terremoto de 1976, que destruyó parcialmente a Guatemala y heredó su biblioteca y residencia a la Universidad de San Carlos de Guatemala.
- Héctor Gaitán
- Enrique Gómez Carrillo
- Clemente Marroquín Rojas
- David Vela Salvatierra

### Poetas
- Ramón Aceña Durán (1895-1945): farmacéutico, poeta, dramaturgo y periodista. Perteneció a la «Generación de 1920»[31] y escribía bajo el seudónimo El Príncipe Feliz. Fue director en jefe del periódico Excélsior en México, y Secretario de la Universidad Nacional de Guatemala. Publicó diversos libros y obras.[32][33]
- Humberto Akabal (1952- ): poeta de la etnia maya k'iche'. Piensa y escribe sus poemas en idioma k'iche' y se autotraduce al español. En la actualidad es uno de los poetas guatemaltecos más conocidos en Europa y Sudamérica. Sus obras han sido traducidas al francés, inglés, alemán, italiano, portugués, hebreo, árabe, escocés, húngaro y estonio.[34]
- José Batres Montúfar (1809-1844): escritor, político, ingeniero y militar que nació en la ciudad de San Salvador; hijo de José Mariano Batres y Asturias y de Mercedes Montúfar y Coronado. Provenía de la vieja alcurnia de familias coloniales. Se le ha llamado el mejor poeta guatemalteco del siglo xix, por su obra intelectual sin parangón en las letras de ese tiempo en Guatemala, sólo comparable a lo que consiguió en la prosa el novelista José Milla y Vidaurre, promotor de la difusión de las composiciones de Batres Montúfar, prontamente olvidadas incluso en las décadas siguientes a su deceso. Entre muchos de los escritores que lo mencionaron, como Menéndez y Pelayo y José Martí, el célebre erudito de la literatura hispanoamericana Pedro Henríquez Ureña dijo de él: «El mejor de los poetas dotados del don del humor».[35]
- Otto René Castillo (1936–1967): poeta, activista y combatiente guerrillero guatemalteco.  Es conocido por su poema Vamos patria, a caminar.[36]
- Alaíde Foppa (1914-1980): poetisa, escritora, feminista, crítica de arte, profesora y traductora.[37] de ascendencia guatemalteca por parte de madre y argentina por la vía paterna. Vivió como exiliada en México, país donde se casó con Alfonso Solorzano, también guatemalteco, en donde nacieron tres de sus cinco hijos, y en donde escribió gran parte de su obra poética.  Tuvo un hijo con el presidente Juan José Arévalo en la década de 1940.  Durante la década de 1970 algunos de sus hijos se involucraron con la guerrilla guatemalteca, específicamente con el Ejército Guerrillero de los Pobres (EGP).  El año 1980 sería trágico para la familia de Alaíde Foppa: su hijo Juan Pablo, quien militaba en el Ejército Guerrillero de los Pobres (EGP) de la guerrilla guatemalteca murió en Nebaj, El Quiché, su esposo Alfonso Solórzano murió atropellado en la Ciudad de México y ella misma fue secuestrada y desaparecida en Guatemala.
- Rafael Landívar (1731-1793): poeta y sacerdote jesuita guatemalteco que describió a la Guatemala colonial del siglo xviii en sus versos en latín de «Rusticatio Mexicana».

### Otros escritores guatemaltecos del sigloXX
- Manuel José Arce Leal.
- Margarita Carrera
- Franz Galich
- Dante Liano
- Luis de Lion
- Luz Méndez de la Vega (1919-2012)
- Adolfo Méndez Vides
- Lucrecia Méndez de Penedo
- Augusto Monterroso
- Mario Monteforte Toledo
- Carlos Navarrete Cáceres (1931-).
- Ana María Rodas
- Rodrigo Rey Rosa
- Isabel de los Ángeles Ruano
- Carlos Solórzano
- Arqueles Vela

## Cine y teatro

### Actores
- Georgina Pontaza (1976- ): reconocida actriz, cantante, coreógrafa, directora teatral y productora. Cuenta con una licenciatura en Publicidad y otra en Arte Dramático con especialización en Dirección. Además de esto, Pontaza es reconocida como una de las "genios del arte guatemalteco",[38] y ha sido directora artística del Teatro Abril y del teatro del IRTRA Guatemala.[39]

- Bea Ranero (1985- ): actriz y conductora de programas de televisión guatemalteca. Se dio a conocer en Latinoamérica personificando a Edith en la producción televisiva Mi corazón es tuyo de la compaña productora mexicana Televisa en 2014, en donde compartió cartelera con actores como Jorge Salinas, Mayrín Villanueva, Pablo Montero y Carmen Salinas, entre otros. Beatriz Ranero, comenzó su carrera en Guatemala cuando era niña y en el 2010 envió un demostración a la productora mexicana Televisa para conducir un programa de espectáculos. Tras una entrevista la convocaron para una audición en Guadalajara y le preguntaron cuándo podía empezar.[40] Ya en Televisa, le otorgaron una beca en el Centro de Estudios Actorales (CEA) de Televisa en México, D.F., en donde estudió en 2011 y 2012.

- Luis Román (1976- ): actor y director. Cuenta con una licenciatura en Arte Dramático de la Escuela de Arte de la Universidad de San Carlos de Guatemala y se ha participado en las obras: Historias a la hora del baño, Crónicas de Hamlim, La cantante calva, El principito, La bella del Bosque Durmiente, La cenicienta, La Dama Del Alba, La casa de Bernarda Alba, Mata a tu prójimo como a ti mismo, y El león enamorado, entre otras. Es director de la Academia de Actuación Thriambos Producciones Teatrales.

## Pintura

### Pintura colonial
Durante la época colonial hubo un arte sacro: el objetivo era evangelizador.  Durante el siglo xvi y la primera mitad del siglo xvii, la pintura tenía un fuerte influjo de los religiosos pertenecientes a las órdenes regulares de la Iglesia Católica, haciendo sentir la influencia española en el país. En el siglo xviii  empezaron a destacar los artistas guatemaltecos.
Durante la época colonial muchos autores quedaron en el anonimaton; sin embargo, entre los que sí firmaron sus obras se encuentran:
- Pedro de Liendo: maestro pintor, una de las importantes figuras artísticas de Guatemala de la primera mitad del siglo xvii.

### Miembros de la generación del 10
Tras la llegada de Santiago Gonzáles, artista venezolano que traía consigo el bagaje de las tendencias europeas y la llegada de Jaime Sabartés, a principios del siglo xx influyo en los pintores de la época. Se empieza a hablar del cubismo, ya que Sabartés era amigo personal de Pablo Picasso. Entre los destacados de esta época se encuentran los miembros de la generación del 10.
- Carlos Valenti (1888-1912): pintor de origen francés que vivió la mayor parte de su vida en Guatemala, a donde llegó con sus padres siendo un niño. Artista dotado de innegable talento, quien a pesar de las represiones morales y los convencionalismos de una época guatemalteca perfilada por el gobierno del licenciado Manuel Estrada Cabrera, logró desarrollar en su corta vida una de las obras más importantes para la historia del arte del siglo xx. Es considerado el pionero del Arte Moderno guatemalteco.
- Carlos Mérida (1891-1984) fue un pintor y escultor de origen guatemalteco, naturalizado mexicano. Formó parte del muralismo mexicano, pero desde una perspectiva abstracta y geométrica, a diferencia del estilo narrativo y figurativo de los grandes maestros de dicha corriente,[41] integrando arte plástico dentro de la arquitectura en una fusión permanente entre los cánones occidentales del arte y elementos del arte mesoamericano. Su vida creativa se desarrolló entre Guatemala y México. Su hija fue la destacada bailarina de ballet y coreógrafa Ana Mérida.
- Alfredo Gálvez Suárez,
- Oscar Gonzales Goyri.

Más tarde fue fundada la academia de dibujo y pintura por Agustín Iriarte. Durante los primeros años de este siglo los pintores viajan constantemente a Europa.

## Escultura

### Escultura colonial
Entre los escultores notables se puede mencionar a:
- Quirio Cataño: no se sabe con certeza si nació en Guatemala, escultor, también llamado pintor, grabador, platero.
- Juan de Aguirre: de origen español adoptó el hábito franciscano, destacado por realizar imágenes de vírgenes.
- Mateo de Zúñiga: autor del Jesús Nazareno de la Merced.

### Escultura moderna
- Roberto González Goyri (1924-2007): pintor, escultor y muralista.[42] A los catorce años ingresó en la Academia Nacional de Bellas Artes de Guatemala desde donde, al terminar sus estudios, y gracias a una beca gubernamental, completó su formación en la Liga de estudiantes de arte de Nueva York y Sculpture Center de Nueva York. Regresó a Guatemala en 1952 donde desarrolló su obra y fue director de la Escuela Nacional de Artes Plásticas.[43] Expuso en España, Estados Unidos, Ecuador y Nicaragua, encontrándose obra suya en el MOMA de Nueva York. Entre sus obras públicas destacan el mural Monumento a Tecún Umán, el mural en el Museo de Arqueología y Etnología y los del Instituto Guatemalteco de Seguridad Social, Crédito Hipotecario, y del Banco de Guatemala:

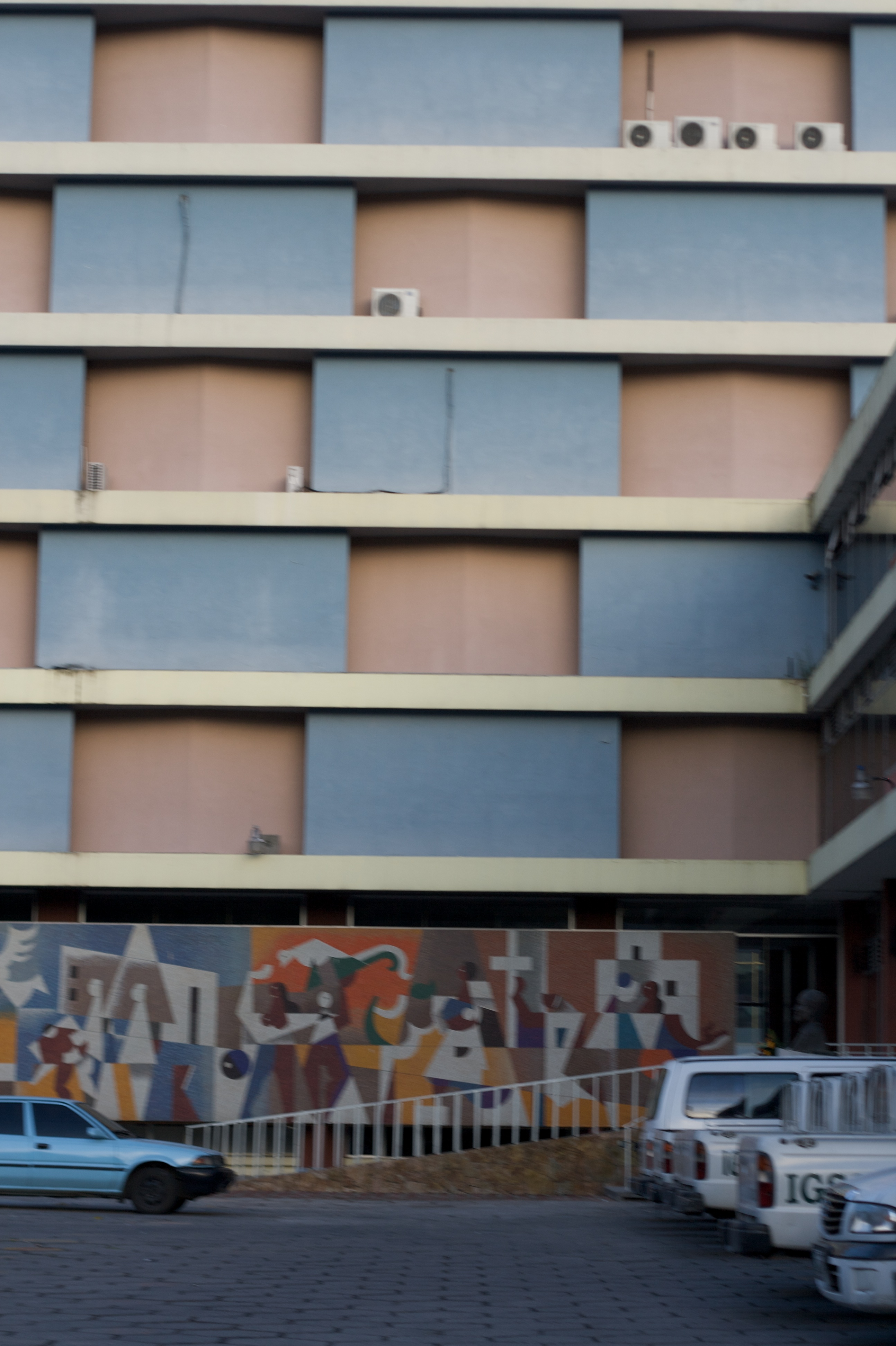
Oficinas centrales del IGSS

### Grabado
Después de los terremotos de Santa Marta que destruyeron a la ciudad de Santiago de los Caballeros en 1773, surgió el arte del grabado en el país con el traslado la nueva edificación de la ciudad, y el arte cambia con implementarse la casa de la moneda, vienen de España grabadores contratados por la corona, y con el tiempo van surgiendo nuevas obras y nuevos aprendices que van desarrollando y perfeccionando la técnica. Entre los grabadores guatemaltecos se encuentra Francisco Cabrera, quien a los 13 años inició su carrera como dibujante en la casa de la moneda bajo la dirección de Pedro Garci Aguirre. Además se puede mencionar a José Casildo España, Juan Bautista Frener, Mateo Ayala, entre otros.